# Campeche, Campeche
Campeche có tên đầy đủ là San Francisco de Campeche  (phát âm [san fɾanˈsisko de kamˈpetʃe]) (Ahk'ìin Pech - /aχkʼiːn˥˧ pʰetʃ/ trong tiếng Maya Yucatec) là thành phố thủ phủ của bang Campeche, Mexico. Nó nằm tại 19.85 ° N 90,53 ° W, trên bờ của vịnh Campeche, một vịnh nhỏ của Vịnh Mexico. Dân số của thành phố tại điều tra năm 2005 là 211.671 người.
Thành phố được thành lập năm 1540 bởi những nhà trinh phục người Tây Ban Nha như là San Francisco de Campeche, vị trí đã từng tồn tại thành phố Canpech hay Kimpech của nền văn minh Maya. Thành phố thời Tiền Columbus được mô tả là có 3.000 ngôi nhà cùng nhiều di tích khác nhau, nhưng hiện nay còn có rất ít dấu vết còn sót lại.
Thành phố vẫn giữ được rất nhiều các kiến trúc công sự của một thuộc địa Tây Ban Nha bao gồm các bức tường và công sự bảo vệ thành phố trước những tên cướp biển. Nhờ kiến trúc của nó, UNESCO đã công nhận thành phố là Di sản thế giới vào năm 1999. Ban đầu, người Tây Ban Nha sống bên trong thành phố được bao bọc bởi những bức tường bao quanh, trong khi người bản địa sống ở xung quanh các cổng ra vào San Francisco, Guadalupe và San Román. Ngoài ra, rất nhiều nhà thờ cổ kính vẫn còn nguyên vẹn, một trong số đó phải kể đến nhà thờ Guadalupe có niên đại gần 500 năm tuổi.

## Lịch sử
Được thành lập năm 1540 bởi Francisco Montejo, Campeche bị quấy phá và cướp bóc bởi những tên cướp biển cho đến khi thành phố pháo đài được xây dựng vào năm 1686. San Francisco de Campeche ban đầu là một ngôi làng có tên Ah Kim Pech, nơi đầu tiên những người châu Âu đổ bộ vào Mexico vào năm 1517. Thành phố Campeche được thành lập vào năm 1541 và được gia cố chống lại những tên cướp biển trong thế kỷ 17. Nó xuất hiện như một pháo đài, một di tích lịch sử với các tòa nhà và nhà thờ cổ kính, chẳng hạn như nhà thờ Phanxicô, phế tích đổ nát của nền văn minh Maya, các bức tường thành phố và pháo đài... là những điểm thu hút rất đông khách du lịch.
Hệ thống công sự của Campeche là một ví dụ nổi bật của kiến trúc quân sự giữa thế kỷ 17 và 18, là một phần của hệ thống phòng thủ tổng thể được thiết lập bởi người Tây Ban Nha nhằm bảo vệ các cửa ngõ trong Vịnh Caribe trước các cuộc tấn công của cướp biển.
Tình trạng bảo quản và chất lượng kiến trúc của nó được công nhận là một di sản thế giới vào năm 1999.

## Khí hậu
| Dữ liệu khí hậu của Campeche (1951–2010)                   | Dữ liệu khí hậu của Campeche (1951–2010) | Dữ liệu khí hậu của Campeche (1951–2010) | Dữ liệu khí hậu của Campeche (1951–2010) | Dữ liệu khí hậu của Campeche (1951–2010) | Dữ liệu khí hậu của Campeche (1951–2010) | Dữ liệu khí hậu của Campeche (1951–2010) | Dữ liệu khí hậu của Campeche (1951–2010) | Dữ liệu khí hậu của Campeche (1951–2010) | Dữ liệu khí hậu của Campeche (1951–2010) | Dữ liệu khí hậu của Campeche (1951–2010) | Dữ liệu khí hậu của Campeche (1951–2010) | Dữ liệu khí hậu của Campeche (1951–2010) | Dữ liệu khí hậu của Campeche (1951–2010) |
| Tháng                                                      | 1                                        | 2                                        | 3                                        | 4                                        | 5                                        | 6                                        | 7                                        | 8                                        | 9                                        | 10                                       | 11                                       | 12                                       | Năm                                      |
| ---------------------------------------------------------- | ---------------------------------------- | ---------------------------------------- | ---------------------------------------- | ---------------------------------------- | ---------------------------------------- | ---------------------------------------- | ---------------------------------------- | ---------------------------------------- | ---------------------------------------- | ---------------------------------------- | ---------------------------------------- | ---------------------------------------- | ---------------------------------------- |
| Cao kỉ lục °C (°F)                                         | 38.8 (101.8)                             | 39.0 (102.2)                             | 41.0 (105.8)                             | 44.0 (111.2)                             | 45.0 (113.0)                             | 43.0 (109.4)                             | 40.0 (104.0)                             | 40.0 (104.0)                             | 39.0 (102.2)                             | 40.5 (104.9)                             | 38.0 (100.4)                             | 40.0 (104.0)                             | 45.0 (113.0)                             |
| Trung bình ngày tối đa °C (°F)                             | 29.1 (84.4)                              | 30.6 (87.1)                              | 32.7 (90.9)                              | 35.0 (95.0)                              | 35.9 (96.6)                              | 34.9 (94.8)                              | 34.5 (94.1)                              | 34.2 (93.6)                              | 33.4 (92.1)                              | 32.1 (89.8)                              | 30.7 (87.3)                              | 29.4 (84.9)                              | 32.7 (90.9)                              |
| Trung bình ngày °C (°F)                                    | 23.7 (74.7)                              | 24.7 (76.5)                              | 26.5 (79.7)                              | 28.5 (83.3)                              | 29.6 (85.3)                              | 29.2 (84.6)                              | 28.7 (83.7)                              | 28.5 (83.3)                              | 28.2 (82.8)                              | 27.0 (80.6)                              | 25.4 (77.7)                              | 24.0 (75.2)                              | 27.0 (80.6)                              |
| Tối thiểu trung bình ngày °C (°F)                          | 18.2 (64.8)                              | 18.7 (65.7)                              | 20.2 (68.4)                              | 22.1 (71.8)                              | 23.4 (74.1)                              | 23.5 (74.3)                              | 22.9 (73.2)                              | 22.7 (72.9)                              | 22.9 (73.2)                              | 21.9 (71.4)                              | 20.0 (68.0)                              | 18.6 (65.5)                              | 21.3 (70.3)                              |
| Thấp kỉ lục °C (°F)                                        | 8.0 (46.4)                               | 9.0 (48.2)                               | 10.0 (50.0)                              | 13.0 (55.4)                              | 16.0 (60.8)                              | 17.0 (62.6)                              | 18.0 (64.4)                              | 19.0 (66.2)                              | 18.0 (64.4)                              | 15.0 (59.0)                              | 12.0 (53.6)                              | 9.0 (48.2)                               | 8.0 (46.4)                               |
| Lượng Giáng thủy trung bình mm (inches)                    | 25.8 (1.02)                              | 15.8 (0.62)                              | 12.4 (0.49)                              | 13.0 (0.51)                              | 53.9 (2.12)                              | 162.0 (6.38)                             | 181.3 (7.14)                             | 188.2 (7.41)                             | 203.1 (8.00)                             | 117.9 (4.64)                             | 41.0 (1.61)                              | 25.0 (0.98)                              | 1.039,4 (40.92)                          |
| Số ngày giáng thủy trung bình (≥ 0.1 mm)                   | 3.9                                      | 2.5                                      | 2.0                                      | 1.3                                      | 3.9                                      | 11.7                                     | 14.8                                     | 14.6                                     | 14.3                                     | 9.3                                      | 4.7                                      | 3.5                                      | 86.5                                     |
| Độ ẩm tương đối trung bình (%)                             | 74                                       | 71                                       | 68                                       | 66                                       | 64                                       | 68                                       | 74                                       | 76                                       | 78                                       | 77                                       | 77                                       | 75                                       | 72                                       |
| Số giờ nắng trung bình tháng                               | 216                                      | 200                                      | 264                                      | 267                                      | 254                                      | 237                                      | 241                                      | 236                                      | 202                                      | 208                                      | 194                                      | 177                                      | 2.696                                    |
| Nguồn 1: Servicio Meteorológico National (độ ẩm 1981–2000) |                                          |                                          |                                          |                                          |                                          |                                          |                                          |                                          |                                          |                                          |                                          |                                          |                                          |
| Nguồn 2: Deutscher Wetterdienst (nắng, 1961–1990)          |                                          |                                          |                                          |                                          |                                          |                                          |                                          |                                          |                                          |                                          |                                          |                                          |                                          |